# 중앙아프리카 공화국 분쟁
중앙아프리카 공화국 분쟁(프랑스어: guerre civile centrafricaine)은 중앙아프리카 공화국에서 진행 중인 정부군과 셀레카 연합 반군, 반발라카 민병대 간의 내전이다.
2004년부터 2007년까지 진행되었던 내전인 중앙아프리카 공화국 부시 전쟁에서 중앙아프리카 공화국의 대통령 프랑수아 보지제의 정부군은 2007년 평화 협정 체결까지 반군과 교전했다. 현재 진행중인 분쟁은 다양한 반군의 새 연합으로 알려진 셀레카가 정부가 평화 협정을 준수하지 않는다고 비난하고 2012년에 수많은 마을을 점령하며 2013년에는 수도를 점령했다. 보지제는 해외로 망명했으며 반군 지도자인 미셸 조토디아가 자신이 대통령이라고 선언했다. 이후 셀레카와 반발라카라고 부르는 민병대 사이에 새로운 분쟁이 이어졌다. 2013년 9월 조토디아 대통령은 집권 후 단합력을 잃은 셀레카를 해체한다고 발표하고 2014년에는 사임했다. 후임 대통령으로 카트린 삼바 판자가 집권했으나 분쟁은 계속되었다. 2014년 7월에는 전 셀레카 파벌과 반발라카 대표가 모여 휴전 협정에 서명했다. 2014년 말까지 중앙아프리카 공화국은 대부분의 무슬림이 도망친 남부와 서부를 장악한 반발라카 파벌과 북부와 동부를 장악한 셀레카 파벌로 사실상 분할되었다. 2016년 대선에서 승리한 포스탱아르캉주 투아데라 대통령은 2020년 대선에도 출마해 재선했으며 이 때문에 주요 반군 세력이 전 대통령 보지제를 중심으로 한 변화를 위한 애국연맹이라는 이름으로 선거 결과에 반대하는 동맹이 수립되었다. 평화유지 임무는 주로 ECCAS가 주도하는 MICOPAX에서 아프리카 연합이 주도하는 MISCA, 유엔이 주도하는 MINUSCA로 점차 전환되었으며 프랑스군은 별도로 사가리스 작전이라는 이름으로 평화유지 임무를 수행했다.
중앙아프리카 공화국 지역 분쟁의 대부분은 무슬림인 셀레카 전사와 기독교인인 반발라카 전사 사이 종교적 정체성 문제, 전 셀레카 파벌 사이의 민족 갈등, 대부분의 셀레카 전사들이 속한 유목민 문화와 주로 농업 위주의 정주민 구성의 반발라카 전사 사이의 역사적인 적대감 등으로 표출되었다. 그 외 다른 분쟁 원인으로는 자원이 풍부한 땅에서 나오는 다이아몬드와 기타 자원을 통제하기 위한 투쟁, 차드, 수단, 르완다와 같은 지역 강대국과 프랑스, 러시아와 같은 국제 강대국 사이의 영향력 행사를 위한 분쟁 등이 있다. 이 내전으로 인구 500만명의 나라에서 110만명 이상이 고향을 떠나 실향민이 되었으며 이는 역대 최대 기록이다.

## 배경

중앙아프리카 공화국 부시 전쟁의 진행도

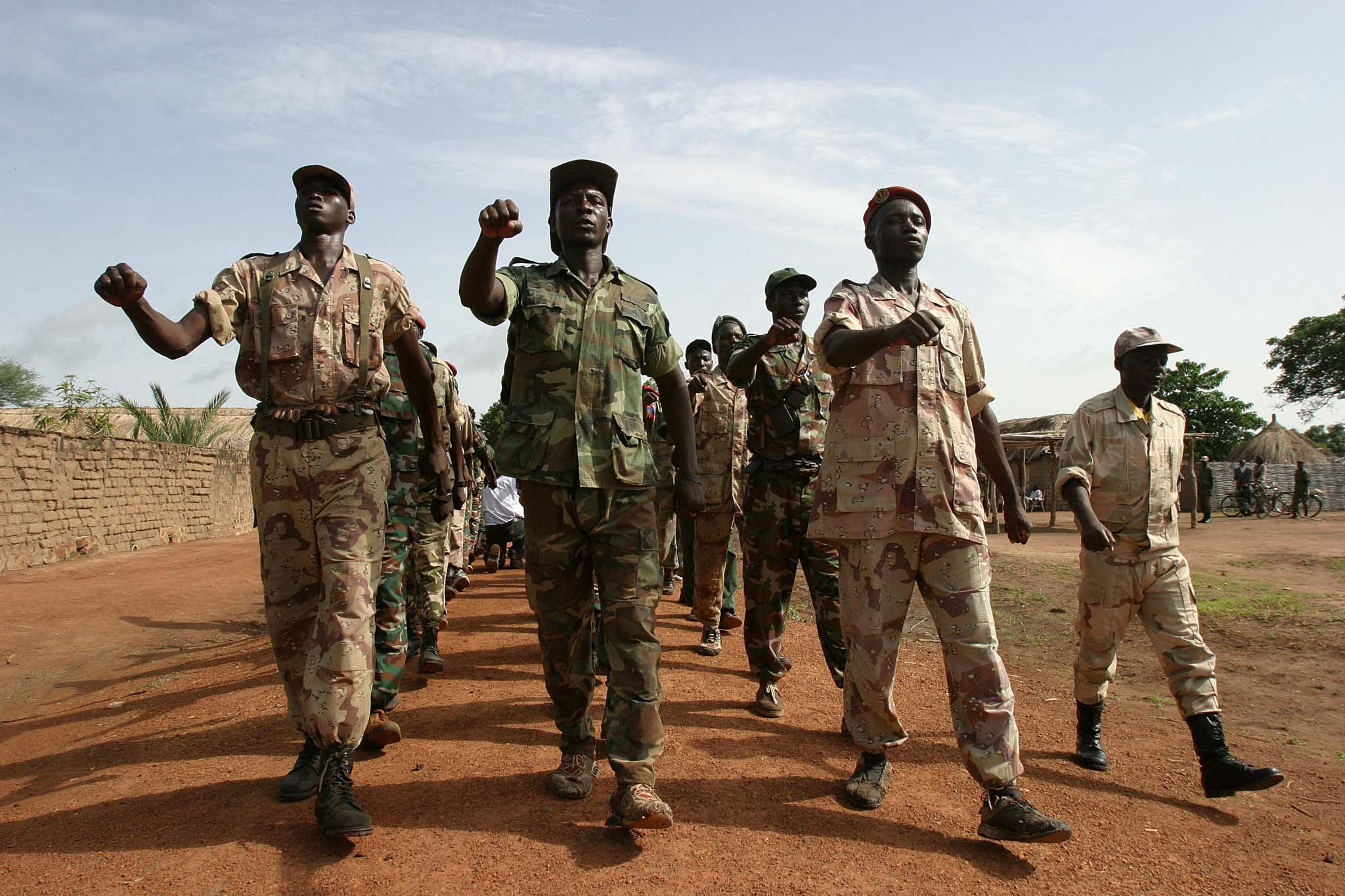
2007년 6월 중앙아프리카 공화국 북부에서 활동하는 반군의 모습

2002년 10월 중앙아프리카 국가 경제·통화 공동체(CEMAC) 주도로 중앙아프리카 공화국 평화유지 임무 다국적군(FOMUC)이 처음 수립되었다.
2003년 프랑수아 보지제가 중앙아프리카 공화국의 정권을 장악한 후 미셸 조토디아 주도 하의 중앙아프리카 공화국 동북부에서 활동한 화합을 위한 민주세력연합(UFDR)의 반란인 중앙아프리카 공화국 부시 전쟁이 발발했다. 분쟁 기간 UFDR 반군은 중앙아프리카 해방을 위한 애국행동집단(GAPLC), 정의와 평화를 위한 애국회의(CPJP), 민주주의 회복을 위한 인민군(APRD), 정의를 위한 중앙아프리카인 해방자 운동(MLCJ), 중앙아프리카인 민주전선(FDPC)를 포함한 여러 다른 반군 집단과도 충돌했다. 2007년까지 반군과 정부군이 서로 교전하면서 계속된 불안사태가 이어져 20만명 넘는 사람이 고향을 떠나 난민이 되었다.
2007년 4월 13일 비라오에서 정부군과 UFDR 간 평화 협정이 체결되었다. 이 협정에서는 UFDR 대원에 대한 사면, 정식 정당으로 인정, 반군 전투원의 정부군으로의 통합 등이 담겨 있다. 추가 협상 결과 2008년 리브르빌 세계 평화 협정이 체결되어 반군과 정부군 간 대화해와 거국정부 수립, 2009년 지방선거 실시와 2010년 총선 및 대통령 선거 실시가 합의되었다. 2009년 1월 새로운 거국정부가 수립되었다. 2008년 7월 12일부터는 중앙아프리카 부시 전쟁이 약화되면서 중앙아프리카 국가 경제 공동체(ECCAS)가 활동하던 주로 안보 임무에 국한된 FOMUC 임무가 더 광범위한 평화 구축 임무를 맡은 중앙아프리카 평화구축 임무(MICOPAX)로 바뀌었다.
반군은 보지제 대통령이 2007년 합의 조건을 따르고 있지 않으며, 특히 북부 지역에서 "고문과 불법 처형"같은 정치탄압이 계속되고 있다고 주장한다.

## 분쟁 전개

2012년 12월~2013년 3월 기간 셀레카의 진격도

## 추가 읽기
- In Search of the State in the Central African Republic